# Borne (Ardèche)
Borne – miejscowość i gmina we Francji, w regionie Owernia-Rodan-Alpy, w departamencie Ardèche.
Według danych na rok 1990 gminę zamieszkiwały 42 osoby, a gęstość zaludnienia wynosiła 1 osobę/km² (wśród 2880 gmin regionu Rodan-Alpy Borne plasuje się na 1575. miejscu pod względem liczby ludności, natomiast pod względem powierzchni na miejscu 100.).

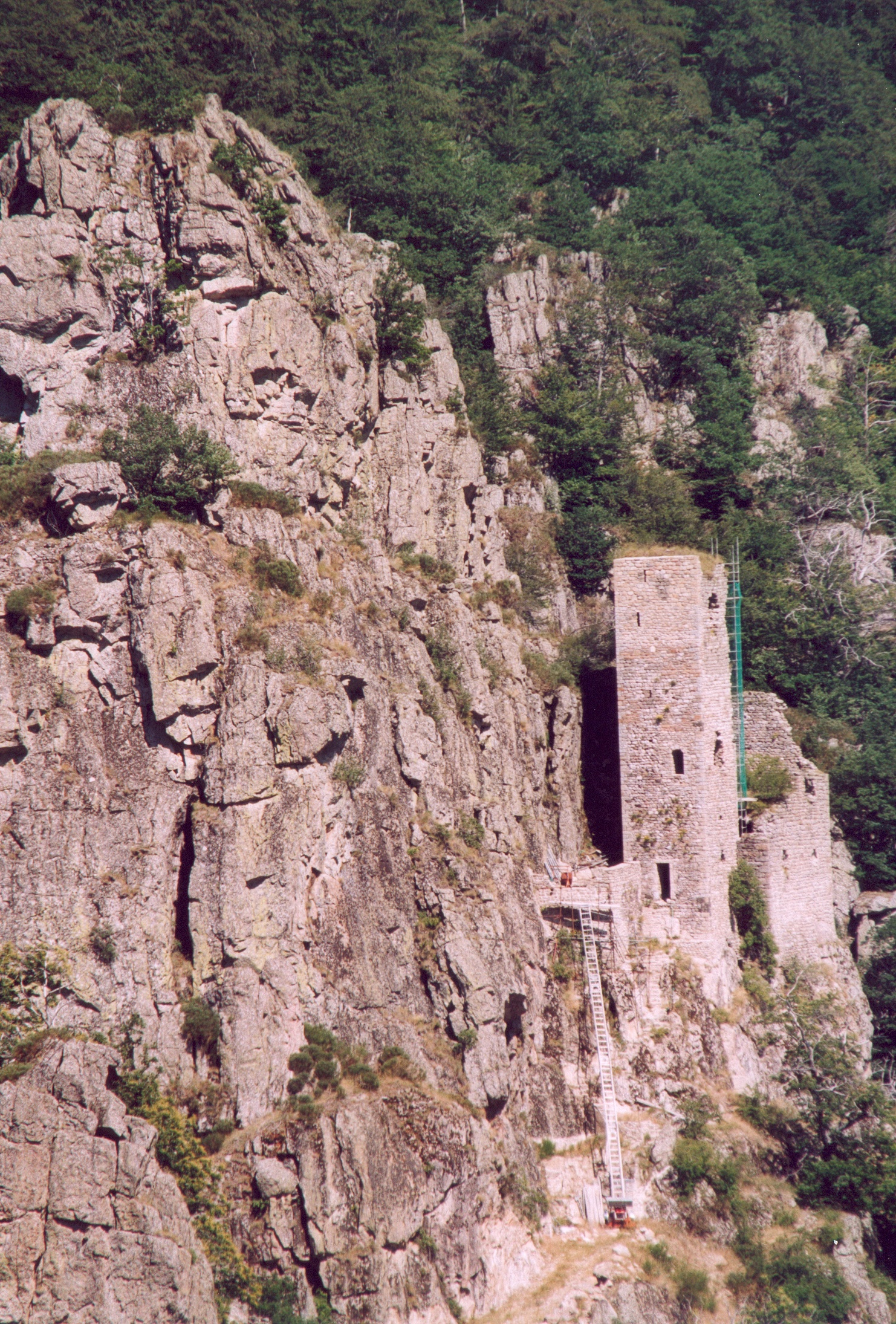
Ruiny zamku Borne (2006)